# Таянды (Еткульский район)
Таянды — село в Еткульском районе Челябинской области России. Входит в состав Еманжелинского сельского поселения.

## География
Село находится на востоке Челябинской области, в лесостепной зоне, на берегах озера Таяндинского, на расстоянии 34 километров (по прямой) юго-западу от села Еткуль, административного центра района. Абсолютная высота 271 метр над уровнем моря.

## Население
| 2002 | 2010 |
| ---- | ---- |
| 383  | ↘342 |

Гендерный состав
По данным Всероссийской переписи населения 2010 года в гендерной структуре населения мужчины составляли 48 %, женщины — 52 %.
Национальный состав
Согласно результатам переписи 2002 года, в национальной структуре населения русские составляли 82 %.

## Улицы
Уличная сеть села состоит из семи улиц и двух переулков.